# Eteone trilineata
Eteone trilineata är en ringmaskart som beskrevs av Webster och Benedict 1887. Eteone trilineata ingår i släktet Eteone och familjen Phyllodocidae. Inga underarter finns listade i Catalogue of Life.